# Discurso de George S. Patton para o Terceiro Exército

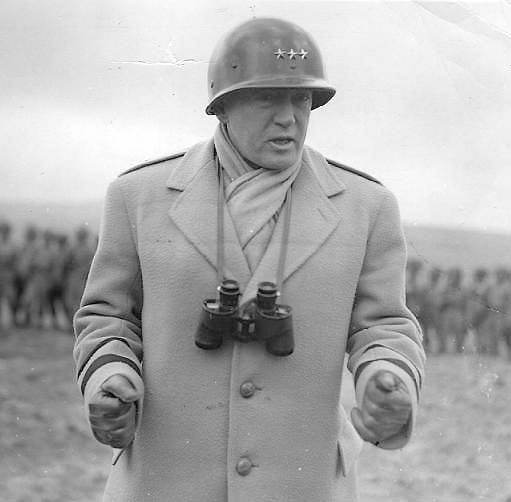
Patton discursando para tropas norte-americanas na Irlanda do Norte, 1944.

O discurso de George S. Patton para o Terceiro Exército foi uma série de discursos realizados pelo tenente-general George S. Patton em 1944 para tropas pertencentes ao Terceiro Exército dos Estados Unidos, antes da invasão Aliada da França. Os discursos tinham a intenção de motivar as tropas inexperientes para a iminente batalha. Patton pediu para seus soldados realizarem seu dever independentemente de medo pessoal, estimulando-os a serem agressivos e partirem para ação ofensiva constante.
O linguajar cheio de palavrões do general foi visto como não-profissional por alguns oficiais, porém o discurso foi bem recebido pelos soldados. Alguns historiadores afirmaram que sua oratória foi um dos melhores discursos motivacionais da história. Uma versão abreviada e com menos palavrões ficou icônica graças ao filme Patton de 1970, em que foi interpretado pelo ator George C. Scott. Esta performance foi instrumental em levar Patton para a cultura popular e transformá-lo em um herói folclórico.

## Antecedentes
O tenente-general George S. Patton recebeu em janeiro de 1944 o comando do Terceiro Exército dos Estados Unidos, um exército de campo recém chegado no Reino Unido e que era composto principalmente por tropas inexperientes. O trabalho de Patton foi treinar os soldados em preparação para a iminente invasão da França pelos Aliados, onde juntariam-se ao avanço da Operação Cobra pela Bretanha sete semanas depois dos desembarques anfíbios da Operação Overlord na Normandia.

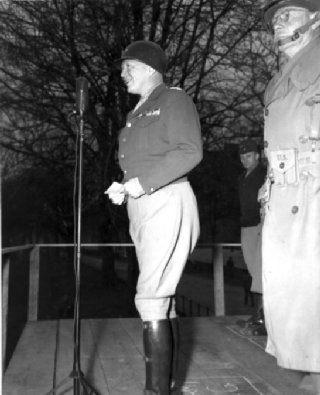
Patton discursando na Irlanda do Norte, 1 de abril de 1944.

Patton já havia estabelecido-se por volta de 1944 como um líder muito eficiente e bem sucedido, conhecido por sua habilidade de inspirar seus homens através de discursos carismáticos, que ele fazia apenas de memória devido a um duradouro problema de leitura. O general cultivava deliberadamente uma imagem espalhafatosa e distinta por acreditar que isto ajudaria inspirar os soldados. Patton costumava carregar um revólver Smith & Wesson Modelo 27 .357 Magnum. Era frequentemente visto usando um capacete bem polido, calças de equitação e botas de cavalaria cano alto. Seu veículo de comando possuía plaquetas de patente extra grandes na dianteira e traseira, além de uma buzina elétrica que usava para anunciar sua chegada. Patton era um comandante de batalha eficiente, tendo reabilitado o II Corpo durante a Campanha Norte-Africana e em seguida liderado o Sétimo Exército no decorrer da invasão da Sicília em 1943, algumas vezes aparecendo pessoalmente entre suas tropas no meio do combate com o objetivo de inspirá-los. Seu exército superou o general britânico Bernard Montgomery na corrida para Messina, algo que lhe rendeu fama considerável, porém dois incidentes em que bateu em soldados sofrendo de transtorno de estresse pós-traumático fizeram sua carreira estagnar por vários meses.
O general estava tentando manter-se discreto na época dos discursos, seguindo as ordens do general Dwight D. Eisenhower. Patton foi feito a figura central de um elaborado esquema de desinformação, com os alemães acreditando que ele estava em Dover preparando o Primeiro Grupamento do Exército dos Estados Unidos para uma invasão de Pas-de-Calais. Em cada ocasião dos discursos ele apareceu usando seu capacete polido, uniforme completo e botas de equitação enceradas, carregando também uma chibata a fim de ampliar o efeito. Patton frequentemente mantinha seu rosto acarrancado, algo que ele chamava de seu "rosto de guerra". Ele costumava chegar de Mercedes-Benz e proferir suas palavras de uma plataforma elevada cercado por uma grande multidão sentada. Cada discurso foi feito para uma força de divisão de aproximadamente quinze mil homens ou mais.

## Discurso
Patton começou a fazer os discursos para suas tropas no Reino Unido por volta de fevereiro de 1944. Não se sabe ao certo quando ocorreu o discurso em particular que tornou-se famoso, com fontes diferentes dizendo que ele tomou essa forma em março, outras no início de maio ou ainda no final de maio. Também não se sabe o número de discursos realizados, com uma fonte afirmando terem sido entre quatro e seis, enquanto outras sugerem que todas as unidades do Terceiro Exército ouviram um. O mais famoso e conhecido desses discursos ocorreu em 5 de junho de 1944, um dia antes dos Desembarques da Normandia. Apesar dele não saber a real data para o começo da invasão da França, já que o Terceiro Exército não fazia parte da força inicial de desembarque, Patton usou o discurso como dispositivo motivacional para animar os homens sob seu comando e impedir que eles ficassem muito ansiosos. Ele realizou os discursos sem anotações por escrito, com a ordem de algumas partes variando apesar do conteúdo ser praticamente o mesmo em cada ocasião. Uma diferença notável aconteceu no discurso do dia 31 de maio, enquanto falava para a 6ª Divisão Blindada, em que começou com um comentário que tornaria-se um de seus mais famosos:
| “ | Nenhum bastardo já venceu uma guerra morrendo por seu país. Você venceu ao fazer o outro pobre bastardo idiota morrer por seu país. | ” |

As palavras de Patton foram depois transcritas por vários soldados que testemunharam os discursos, assim existem várias versões com diferenças nas palavras. O historiador Terry Brighton construiu um discurso completo a partir dos relatos de diversos soldados que recontaram as ocasiões em suas memórias, incluindo Gilbert R. Cook, Hobart R. Gay e outros oficiais menos graduados. Patton escreveu brevemente em seu diário sobre suas oratórias, dizendo apenas "como em todas as minhas falas, salientei lutar e matar". O discurso ficou tão popular que começou a ser chamado de "discurso de Patton" ou "o discurso" quando se fala sobre o general:
| “ | Sentem-se. Homens, todo esse negócio que vocês ouvem sobre a América não querer lutar, querer ficar fora da guerra, é tudo besteira. Americanos amam lutar. Todos os americanos verdadeiros amam a ferroada e o choque da batalha. Quando eram crianças, vocês todos admiravam o atirador de bolinha de gute campeão, o corredor mais rápido, os jogadores da grande liga e os boxeadores mais fortes. Americanos amam um vencedor e não toleram um perdedor. Americanos jogam para vencer o tempo todo. É por isso que os americanos nunca perderam e jamais perderão uma guerra. O próprio pensamento de perder é detestável para americanos. A batalha é a competição mais significativa em que um homem podem entrar. Ela traz o que há de melhor e remove tudo que é base. Vocês todos não vão morrer. Apenas dois por cento de vocês aqui seriam mortos em uma grande batalha. Todo homem tem medo de seu primeiro combate. Se ele diz que não tem, é um maldito mentiroso. Porém o verdadeiro herói é o homem que luta mesmo quando está amedrontado. Alguns homens irão superar seu medo em um minuto sob fogo, alguns demorarão uma hora e para alguns demorará dias. Porém o verdadeiro homem nunca deixa seu medo da morte sobrepujar sua honra, seu sentimento de dever para com seu país e sua masculinidade inata. Vocês homens tem reclamado por todas suas carreiras no exército sobre o que chamam de 'estes exercícios de merda'. Tudo isso foi por um motivo: garantir obediência instantânea para ordens e criar um estado de alerta constante. Isto deve ser criado em cada soldado. Eu não dou a mínima para um homem que não está sempre atento. Porém os exercícios fizeram de todos vocês veteranos. Vocês estão prontos! Um homem precisa estar em alerta o tempo todo se ele espera continuar respirando. Se não, algum filha da puta alemão irá esgueirar-se por trás dele e espancá-lo até a morte com uma meia cheia de merda. Há quatrocentos túmulos bem marcados na Sicília, tudo por causa de um homem que foi dormir no trabalho; mas são túmulos alemães, porque pegamos o bastardo dormindo antes que o oficial dele pegasse. Um exército é uma equipe. Ele vive, come, dorme e luta como uma equipe. Esta coisa de herói individual é besteira. Os bastardos biliosos que escrevem coisas para o Saturday Evening Post não sabem mais sobre uma batalha de verdade do que sabem sobre foder. E nós temos a melhor equipe; temos a melhor comida e equipamentos, o melhor espírito e os melhores homens no mundo. Porque, por Deus, eu realmente tenho pena dos pobres bastardos que iremos enfrentar. Todos os heróis não são lutadores de livros de história de combates. Cada homem em um exército desempenha um papel vital. Então nunca desistam. Nunca cheguem a pensar que seu trabalho não é importante. E se todos os motoristas de caminhão decidissem que não gostam do gemido das artilharias, ficassem amarelos e pulassem de cabeça em uma vala? Esse bastardo covarde poderia dizer a si mesmo: 'Diabos, eles não vão sentir minha falta, apenas um homem em milhares'. E se todos os homens dissessem isso? Em que infernos estaríamos então? Não, graças a Deus, americanos não dizem isso. Todo homem faz seu trabalho. Todo homem é importante. Os homens de material militar são necessários para abastecer as armas, o quartel-mestre é necessário para levar comida e roupas para nós porque não há muito para se roubar onde vamos. Todos os malditos homens no refeitório, até mesmo aquele que ferve a água para impedir que nós peguemos caganeira, tem um trabalho a fazer. Cada homem não deve pensar apenas sobre si mesmo, mas pensar no seu amigo lutando ao seu lado. Não queremos covardes amarelões no exército. Eles devem ser mortos como moscas. Se não, eles voltarão para casa depois da guerra, malditos covardes, e procriar mais covardes. Os homens mais corajosos vão procriar mais homens corajosos. Matem todos os malditos covardes e teremos uma nação de homens corajosos. Um dos homens mais corajosos que eu já vi na campanha africana estava em um poste telegráfico em meio de um fogo furioso enquanto estávamos indo para Tunis. Eu parei e perguntei para ele o que diabos estava fazendo lá em cima. Ele respondeu, 'Consertando o fio, senhor'. 'Não é um pouco insalubre ai em cima agora?', eu perguntei. 'Sim, senhor, mas este maldito fio precisa ser consertado'. Eu perguntei, 'Esses aviões atirando na estrada não te incomodam?'. E ele respondeu, 'Não, senhor, mas o senhor com certeza sim'. Agora, aquele era um soldado de verdade. Um homem de verdade. Um homem que dedicou tudo o que tinha para seu dever, não importando quão grandes eram as chances, não importando quão aparentemente insignificante seu dever parecia no momento. E vocês deveriam ter visto os caminhões na estrada para Gabès. Aqueles motoristas foram magníficos. Dia e noite inteiros eles arrastaram-se por aquelas estradas filhas da puta, nunca parando, nunca desviando de seu curso com a artilharia estourando ao redor deles. Muitos dos homens dirigiram por quarenta horas consecutivas. Nós conseguimos por meio do bom e velho culhão americano. Não eram homens de combate. Porém eram soldados com um trabalho a fazer. Eram parte de uma equipe. Sem eles, a luta teria sido perdida. Claro, todos nós queremos ir para casa. Queremos acabar com esta guerra. Porém vocês não podem vencer uma guerra estando deitados. O jeito mais rápido para acabar é pegar os bastardos que a começaram. Todos nós queremos dar o fora daqui e limpar a maldita coisa toda, e então pegar aqueles japas de mijo roxo. O mais rápido eles forem varridos, mais rápido vamos para casa. O caminho mais curto para casa é através de Berlim e Tóquio. Então mexam-se. E quando chegarmos a Berlim, eu vou atirar pessoalmente naquele filho da puta Hitler. Quando um homem está em um buraco de artilharia, um alemão eventualmente vai pegá-lo se ele ficar lá o dia inteiro. Para o inferno com isso. Meus homens não cavam trincheiras. Trincheiras só retardam uma ofensiva. Continuem andando. Venceremos esta guerra, mas venceremos apenas se lutarmos e mostrarmos aos alemães que temos mais culhões do que eles têm ou jamais terão. Não iremos apenas atirar nos bastardos, iremos arrancar as malditas tripas deles e usá-las para lubrificar as esteiras de nossos tanques. Iremos assassinar aqueles hunos nojentos chupadores de pau pela porra do cesto de alqueire. Alguns de vocês estão se perguntando se irão se acovardar sob fogo. Não se preocupem com isso. Posso garantir que todos vocês irão cumprir seu dever. A guerra é um negócio sangrento, um negócio de morte. Os nazistas são o inimigo. Passeie por eles, derramem seu sangue ou eles irão derramar o seu. Atirem nas tripas deles. Abram sua barriga. Quando a artilharia estiver caindo por todo o lado e você limpar a sujeira do seu rosto e perceber que não é sujeira, é o sangue e as tripas daquilo que já foi seu melhor amigo, vocês saberão o que fazer. Eu não quero quaisquer mensagens dizendo 'Estou mantendo minha posição'. Não estamos mantendo porra nenhuma. Estamos avançando constantemente e não estamos interessados em manter qualquer coisa além das bolas inimigas. Iremos segurá-lo pelas bolas e iremos chutá-lo no traseiro; torcer suas bolas e chutá-lo o tempo todo. Nosso plano de operação é avançar e continuar avançando. Iremos atravessar o inimigo como merda passa por um filho da puta. Haverá algumas reclamações que estamos exigindo muito do nosso pessoal. Eu não dou a mínima para tais reclamações. Eu acredito que um pingo de suor vai economizar um litro de sangue. Quanto mais empurrarmos, mais alemães mataremos. Quanto mais alemães matarmos, menos de nossos homens serão mortos. Se esforçar mais significa menos baixas. Quero que todos se lembrem disso. Meus homens não se rendem. Não quero ouvir de qualquer soldado sob meu comando sendo capturado, a menos que ele seja atingido. Mesmo se você for atingido você ainda pode lutar. Isto também não é besteira. Eu quero homens como o tenente na Líbia que, com uma Luger contra o peito, arrancou a arma com uma mão, tirou o capacete com a outra e acabou com os alemães com o capacete. Ele então pegou a arma e matou outro alemão. Naquela hora o homem tinha uma bala através do pulmão. Ai está um homem para vocês! Não se esqueçam, vocês não sabem que estou aqui. Nenhuma palavra desse fato deve ser mencionada em quaisquer cartas. O mundo não deve saber o que diabos eles fizeram comigo. Eu não deveria estar comandando este exército. Eu nem deveria estar na Inglaterra. Deixem que os primeiros bastardos a saberem sejam os alemães. Algum dia, eu quero vê-los nas patas traseiras mijadas gritando, 'Ach! É o maldito Terceiro Exército e o filho da puta Patton outra vez!' Então há uma coisa que vocês homens poderão dizer quando esta guerra acabar e vocês voltarem para casa. Daqui trinta anos quando estiverem sentados ao lado de sua lareira com seu neto nos joelhos e ele perguntar, 'O que você fez na grande Segunda Guerra Mundial?' Vocês não precisarão tossir e dizer, 'Bem, seu vovô cavou merda na Luisiana'. Não senhor, vocês poderão olhar direto nos olhos dele e dizer, 'Filho, seu vovô andou com o grande Terceiro Exército e um maldito filha da puta chamado George Patton!' Certo, seus filhos da puta. Vocês sabem como eu me sinto. Ficarei orgulhoso de liderar caras maravilhosos como vocês para batalha em qualquer hora, em qualquer lugar. Isso é tudo. | ” |

## Legado
As tropas sob o comando de Patton receberam bem o discurso. A grande reputação do general causou animação entre seus homens, com eles ouvindo em absoluto silêncio e atentamente. A maioria indicou terem gostado do modo de falar de Patton. Um dos oficiais comentou que ao final do discurso "Os homens sentiram instintivamente o fato e a marca reveladora que eles mesmos desempenhariam, na história do mundo por causa disso, pois fora lhes dito agora mesmo. Sinceridade e seriedade profundas estavam atrás das palavras pitorescas do general e os homens sabiam disso, porém eles amaram o modo que ele colocou como apenas ele poderia fazer". Patton deu um tom bem humorado ao discurso, já que intencionalmente queria fazer os soldados rirem de sua oratória pitoresca. Observadores falaram depois que as tropas aparentemente acharam os discursos bem engraçados. Particularmente, seu uso de humor obsceno foi muito bem recebido pelos soldados, já que foi considerado "o linguajar dos quartéis".
Uma notável minoria de oficiais não se impressionaram ou desgostaram do uso de obscenidades, vendo isso como uma conduta não-profissional para um oficial militar. Os relatos posteriores de certos oficiais substituíram alguns palavreados, como foder para fornicar. Pelo menos um relato substituiu "Iremos segurá-lo pelas bolas" por "Iremos segurá-lo pelo nariz". Dentre os críticos do frequente uso de vulgaridades por Patton estava o general Omar Bradley, seu ex-subordinado. Os dois eram completos opostos em personalidade, existindo evidências consideráveis que Bradley não gostava de Patton pessoalmente e profissionalmente. Patton escreveu a um familiar respondendo às críticas quanto seu linguajar: "Quando eu quero que meus homens se lembrem de algo importante, para que realmente grude, eu dou para eles duplamente sujo. Pode não soar bem para um bando de senhorinhas em uma festa do chá da tarde, mas ajuda meus soldados a se lembrarem. Você não consegue manejar um exército sem profanidades, e precisa ser uma profanidade eloquente. Um exército sem profanidade não conseguiria lutar para fora de um saco de papel encharcado de mijo".
O Terceiro Exército desembarcou na Normandia em junho de 1944 sob a liderança de Patton e desempenhou um papel integral durante os últimos meses da guerra na Europa, fechando a Bolsa de Falaise em agosto e aliviando o cerco da cidade de Bastogne em dezembro na Batalha das Ardenas, um feito considerado uma das realizações mais notáveis da guerra. A velocidade e ofensividade que Patton pediu em seu discurso tornaram-se ações que trouxeram grande aclamação para o Terceiro Exército.
Historiadores muito elogiaram o discurso de Patton como uma de suas maiores obras. Terry Brighton o descreveu como "o maior discurso motivacional da guerra e talvez de todos os tempos, excedendo (em seu efeito de impulso moral se não como literatura) as palavras que Shakespeare deu ao rei Henrique V em Azincourt". O historiador Alan Axelrod argumentou que o discurso foi a mais famosa de suas muitas e memoráveis citações.

A cena de abertura do filme Patton.

O discurso tornou-se um ícone da cultura popular depois do filme Patton de 1970, que contava a história do general durante seu tempo na Segunda Guerra. A cena de abertura mostrava o ator George C. Scott como Patton diante de uma enorme Bandeira dos Estados Unidos e interpretando uma versão com menos palavrões do discurso. Ele começa com uma versão da citação "Nenhum bastardo já venceu uma guerra morrendo por seu país..." A interpretação de Scott omitiu boa parte da porção do meio do discurso, sobre as anedotas de Patton das campanhas na Sicília e África, além de seus comentários sobre a importância da cada soldado para o esforço de guerra. O ator fez a cena em um tom completamente sério, grave e áspero, diferentemente da abordagem bem humorada do general. A interpretação de Scott no filme lhe rendeu o Oscar de Melhor Ator e foi instrumental em levar Patton para a cultura popular como um herói folclórico.